# Verwaltungsgemeinschaft Dohna-Müglitztal
Die Verwaltungsgemeinschaft Dohna-Müglitztal ist eine Verwaltungsgemeinschaft im Freistaat Sachsen im Landkreis Sächsische Schweiz-Osterzgebirge. Sie liegt im Südwesten des Landkreises südwestlich der Kreisstadt Pirna. Sie grenzt im Uhrzeigersinn von Norden an Dresden, Heidenau, Pirna, Bahretal, Liebstadt, Glashütte und Kreischa. Sie liegt im Erzgebirgsvorland fast ausschließlich im Müglitztal und dessen umgebenden Ebenen.
Die Verwaltungsgemeinschaft Dohna-Müglitztal wurde am 1. Januar 2000 gebildet.

## Die Gemeinden mit ihren Ortsteilen
- Dohna mit den Ortsteilen Borthen, Bosewitz, Burgstädtel, Dohna (gliedert sich in Altstadt und Unterstadt), Gamig, Gorknitz, Köttewitz, Krebs, Meusegast, Röhrsdorf, Sürßen und Tronitz
- Müglitztal mit den Ortsteilen Burkhardswalde, Crotta, Falkenhain, Maxen, Mühlbach, Schmorsdorf und Weesenstein